# افشین رامین
افشین رامین (۱۳۴۰ در کرمانشاه -) آهنگساز، نوازنده تنبور و سه‌تار، ترانه‌سرا و مدرس موسیقی کُرد اهل ایران است.

## زندگی
افشین رامین در تیرماه سال ۱۳۴۰ شمسی در شهر کرمانشاه متولد شد. افشین، مقدمات موسیقی را در سن دوازده سالگی نزد دایی خود، کیخسرو پورناظری، مؤسس و سرپرست گروه شمس و مدیر خانه تنبور شمس، آموخت و پس از کسب مهارت‌ها و تجارب در سال ۱۳۶۴ به عضویت این گروه درآمد.
وی از سال ۶۷ به مدت سه سال کلاس‌های استاد خود کیخسرو پورناظری را در اداره امور هنری ارشاد اسلامی کرمانشاه اداره کرد و به تدریس تئوری موسیقی، سه تار و تنبور پرداخت.
او در سال ۷۴ جذب سازمان صدا و سیما شد و به عنوان نوازنده و آهنگساز با مرکز موسیقی و سرود رسانه ملی همکای خود را آغاز نمود سپس در سال ۱۳۸۰ به استخدام رسمی این سازمان درآمد و پس از مدتی عنوان کارشناس موسیقی مقامی و محلی را کسب کرد. وی اکنون به عنوان مدیر آرشیو مرکز موسیقی و سرود سازمان صدا و سیمای جمهوری اسلامی ایران مشغول به کار است.

## فعالیت و آثار
وی در کنسرت‌ها و فستیوال‌های متعددی که توسط شهرام ناظری به همراه گروه شمس در کشورهای فرانسه، آلمان، اسپانیا، بلژیک و نیز اولین تور کنسرت‌هایش که در چندین دانشگاه آمریکا برگزار شد، به عنوان نوازنده سه تار، تنبور و دف همکاری داشته‌است.
از آثار وی ضمن ساخت و تولید قطعات بی شمار در زمینه موسیقی تنبور و سنتی برای رسانه ملی می‌توان از آلبوم دل‌آرا (آلبوم)، اثر مشترک وی با تهمورس پورناظری و خوانندگی حسام‌الدین سراج نام برد که قطعه دل‌آرا از همین مجموعه بعدها به عنوان یکی از آثار برگزیده یکصد اثر فاخر تاریخ موسیقی پس از انقلاب شناخته شد.

### صوتی
| نام اثر            | به عنوان          | آهنگساز                                   | خواننده        |
| ------------------ | ----------------- | ----------------------------------------- | -------------- |
| آلبوم حیرانی       | نوازنده           | کیخسرو پورناظری                           | شهرام ناظری    |
| آلبوم مطرب مهتاب‌رو | نوازنده           | کیخسرو پورناظری                           | شهرام ناظری    |
| آلبوم افسانه تنبور | نوازنده           | کیخسرو پورناظری                           | بیژن کامکار    |
| آلبوم دل‌آرا        | آهنگساز و نوازنده | تهمورس پورناظری و افشین رامین             | حسام‌الدین سراج |
| آلبوم راز شیدایی   | آهنگساز و نوازنده | افشین رامین                               | علیرضا شهاب    |
| آلبوم سماع آسمان   | آهنگساز           | سهراب پورناظری، افشین رامین و سورنا صفاتی | حشمت رجب‌زاده   |
| آلبوم سایهٔ هیچ     | آهنگساز و نوازنده | افشین رامین                               | منصور شهبازی   |
| قطعه ظهوری دیگر    | آهنگساز           | افشین رامین                               | حمید غلامعلی   |
| قطعه حس تازه       | آهنگساز           | افشین رامین                               | امیر تاجیک     |

### تصویری
- کنسرت شهرام ناظری و گروه شمس - دانشگاه برکلی - آمریکا ۱۹۹۱

### کتبی
- همپای ماه و ستاره (مجموعه ترانه)